# Toshimitsu Deyama

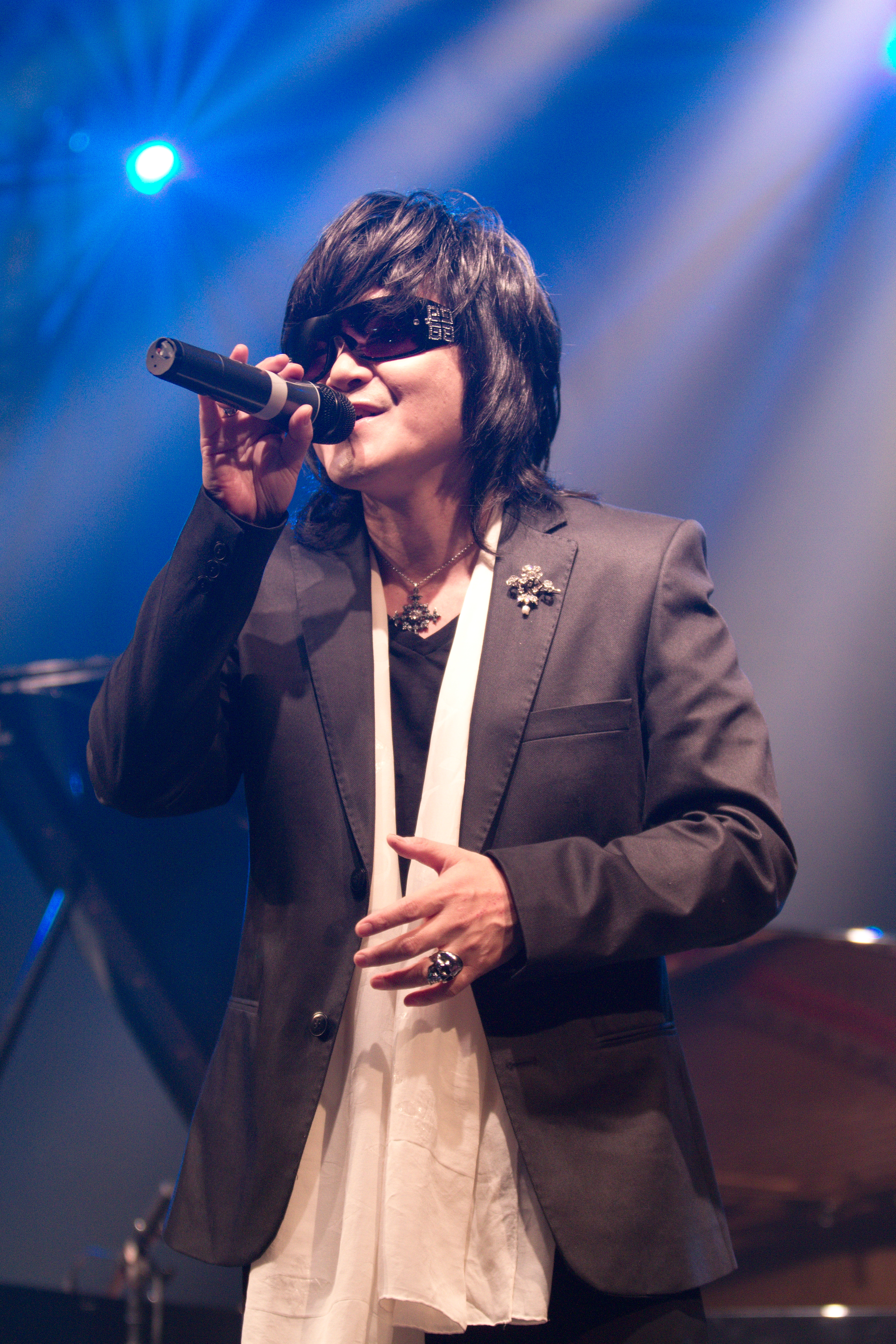
Toshi bei der Japan Expo 2010 in Paris

Toshimitsu Deyama, bekannt als Toshi (seit 2010 aus rechtlichen Gründen ToshI) (jap. 出山 利三 Deyama Toshimitsu; * 10. Oktober 1965 in Tateyama, Präfektur Chiba, Japan) ist Sänger und Gründungsmitglied der japanischen Rockband X Japan. Bereits 1992 startete er parallel zu seiner Aktivität bei X Japan eine eigene Solokarriere, auf die er sich aber erst seit X Japans Auflösung 1997 konzentrierte und die er seit der Wiedervereinigung der Band 2007 wieder in den Hintergrund stellt.

## Biografie

### 1992–2006: Solo

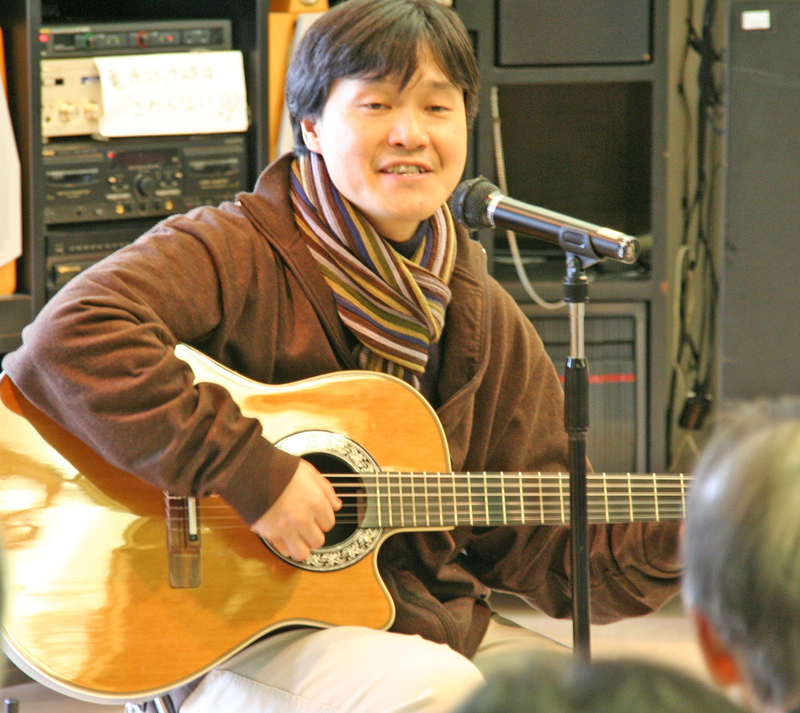
Toshi 2005

Toshi begann seine Solokarriere 1992. Am 17. Februar 1997 heiratete Toshi die Schauspielerin Kaori „Wanku“ Moritani, die ebenfalls als Sängerin und Model tätig ist. Im Juni desselben Jahres sah er zum ersten Mal ein Konzert von Toru „Masaya“ Kurabuchi, einem Musiker und Vorsitzenden von Home of Heart, einer Organisation, von der vermutet wird, sie sei eine Neureligiöse Sekte. Masayas healing music beeindruckte Toshi sehr und es wurde lange spekuliert, die Freundschaft mit Masaya und der Einfluss von Home of Heart habe ihn zu dem Schritt bewogen, X Japan zu verlassen. Toshi äußerte dazu, die Entscheidung, X Japan zu verlassen, habe er bereits im April 1996 getroffen, weil das profitorientierte Leben als Rockstar ihn emotional nicht habe befriedigen können und er sich ein einfacheres Leben gewünscht habe. Die Pressekonferenz fand am 22. September 1997 statt.
1998 entschied Toshi, sein gesamtes Vermögen einer Wohltätigkeitsorganisation zu spenden, die Masaya gehört. Toshis älterer Bruder jedoch, der für dessen Finanzen zuständig war, behauptete, Toshi sei einer Gehirnwäsche unterzogen worden und der Fall landete vor Gericht.
Nach X Japan widmete sich Toshi der healing music, die von Masaya geschrieben wurde. Er reiste durch Japan und andere asiatische Staaten und gab akustische Konzerte für kleines Publikum unter dem Namen K.K. Home of Heart (株式会社ホームオブハート). Laut den Angaben der Website gab er über 3000 Shows. Von 1994 bis 2004 veröffentlichte Toshi 33 Alben und Singles.
Als 2004 die Organization Lemuria, die ebenfalls Masaya gehört und Healing Music betreibt, wegen Kindesmissbrauchs verklagt wurde, erschien Toshi im Zeugenstand. Nach der Urteilsverkündung entschloss sich Toshi, eine Pause einzulegen und veröffentlichte kein neues Material bis 2008.

### 2007–heute: Neustart

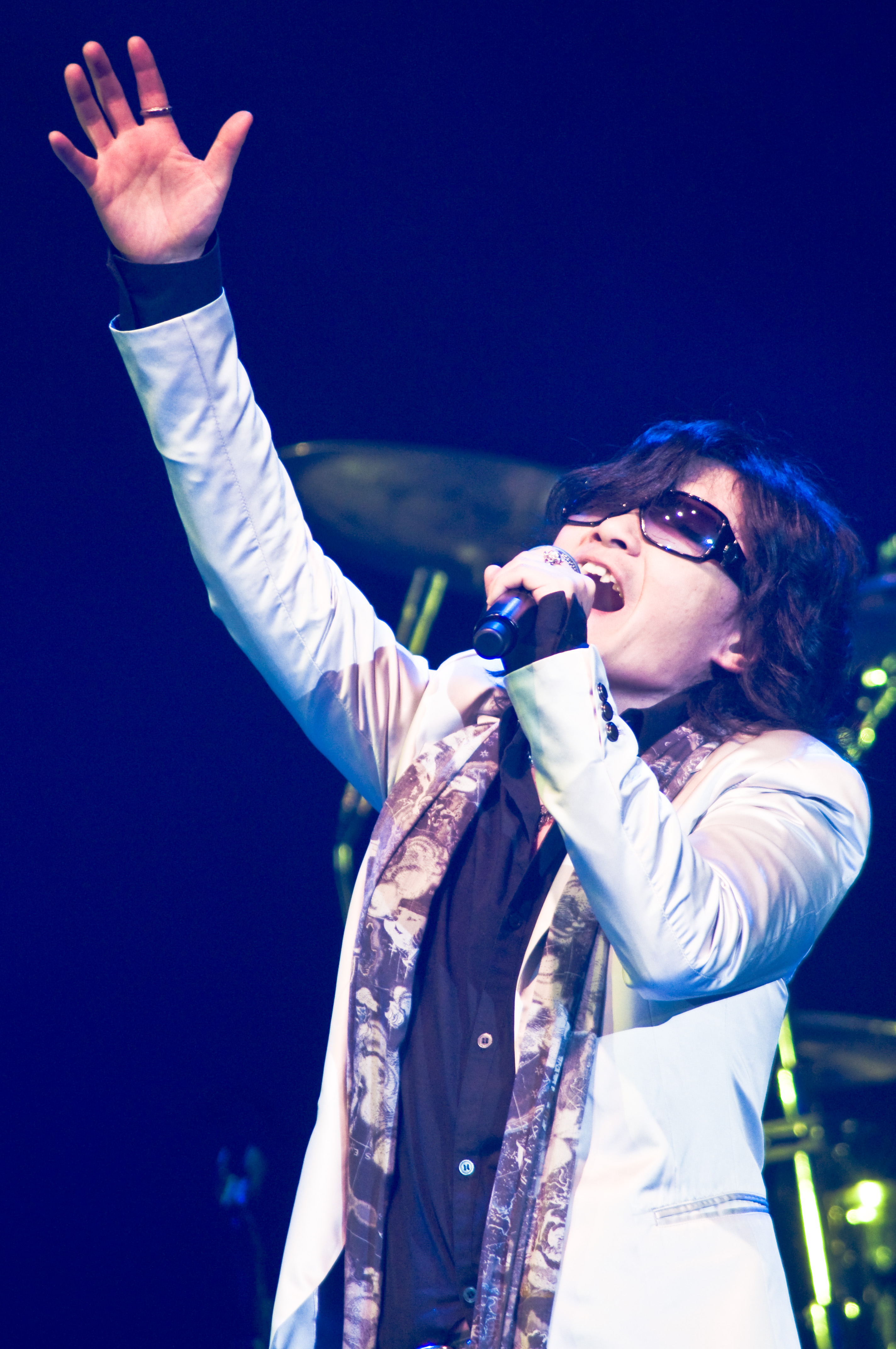
Toshi mit T-Earth in Brasilien

Am 22. Oktober 2007 verkündeten X Japan ihre Wiedervereinigung und besiegelten dies mit der Veröffentlichung der neuen Single I.V., Themensong des Films Saw IV. Mit der Wiederaufnahme seiner Aktivität als Sänger bei X Japan startete Toshi auch seine Solokarriere neu. Am 11. Juni 2008 wurde die Gründung seiner neuen Band Toshi with T-Earth verkündet. Die Band bestand aus Toshi sowie Phantasmagorias Gitarristen Jun sowie Gitarrist Touya und Bassist Ruka von der Band Charlotte. Als Schlagzeuger wechselten sich Levin von La'cryma Christi und Shinya von Luna Sea ab. Das erste Album der Band, Earth Spirit, wurde am 8. August veröffentlicht. Toshi with T-Earth nannten ihre Musik eco hard rock, denn ihre Motivation sei es, auf Umweltprobleme aufmerksam zu machen. Im Oktober desselben Jahres gaben T-Earth zwei Konzerte in Chile and Brasilien. Ihr zweites Album Haruka Naru Toki o Koete (遙かなる時をこえて) wurde am 26. November veröffentlicht.
Im April 2009 wurde angekündigt, dass der 13-jährige Schlagzeuger Riku der Band beitreten werde und dass jeder, dessen Anliegen es sei, die Erde zu retten, sich bewerben könne. Im Juli kamen dann Gitarrist Ryo und Bassist Kain offiziell hinzu. Am 13. August 2009 wurde das zweite Album der Band, Hontō no Ai (本当の愛), zusammen mit der englischen Version Truth veröffentlicht.
Am 18. Januar 2010 erhob Toshi Anklage gegen sein Label K.K. Home of Heart. Er beschuldigte sie, seinen gesamten Erlös von Konzerten und Platten aus zwölf Jahren beansprucht zu haben, weswegen er Insolvenz beantragen musste. Damit trennte sich Toshi von der Firma sowie von Masaya und der Sekte. Im Februar ließ er sich von seiner Frau Kaori Moritani scheiden, die ebenfalls bei „Home of Heart, Ltd.“ unter Vertrag stand. Er erklärte, er und Kaori seien praktisch nie Ehemann und Ehefrau gewesen und dass er abgesehen von zufälligen Treffen bei der Arbeit nichts über sie und ihr Leben wisse. Toshi erklärte ebenfalls, dass sie die letzten 10 Jahre mit Masaya zusammengelebt habe.
Am 8. Februar 2010 ging seine neue Homepage online, auf der er die Veröffentlichung eines letzten Mini-Albums, Samurai Japan, am 24. Februar verkündete. Seitdem schreibt er sich ToshI mit großem I, da die Rechte an seinem Künstlernamen immer noch bei Home of Heart liegen. Die Songs wurden diesmal ausschließlich von Toshi selbst geschrieben, beim Einspielen unterstützten ihn Pata and Sugizo von X Japan. Sein letztes Solo-Konzert fand am 24. Februar statt, bei dem X Japans Mitglieder als Gastmusiker die Instrumente spielten. Seitdem konzentriert sich Toshi auf seine Aktivitäten mit X Japan, u. a. die USA-Tour 2010 und die Auftritte in Europa und den USA 2011.
Am 22. November 2010 wurde ein neues Projekt bekannt gegeben: ToshI feat. Yoshiki. Die Shows am 24. und 25. Januar 2011 waren Feinschmecker-Dinner-Shows, bei denen die Gäste französische Küche vorgesetzt bekamen und in den Genuss eines Klavierduetts von ToshI und Yoshiki (X Japan) kamen.
Aufgrund des Erdbebens vom 11. März 2011 in der Tōhoku-Region spielte Toshi acht Konzerte in Westjapan. Aufgrund des Strommangels waren es Unplugged-Konzerte, bei denen Toshi von X Japans Heath und Luna Seas Shinya sowie dem Orchestra Ensemble Kanazawa unterstützt wurde. Der gesamte Erlös wurde dem Japanischen Roten Kreuz gespendet.
Am 22. Juni 2011 veröffentlichte Toshi die zwei neuen Singles Hoshizora no Neptune (星空のネプチューン) und Haru no Negai (星春の願い) im digitalen Format.

## Musik
Zu Beginn von Toshis Solokarriere 1992 bestand seine Musik hauptsächlich aus Rockmusik mit vielen Balladen. Nachdem er zu Home of Heart, Ltd. gewechselt hatte, veröffentlichte er fast nur noch akustische Stücke. Seit 1998 schrieb der Leader von Home of Heart, Masaya, alle Songs, die sie „Healing music“ nannten.
Mit Toshi with T-Earth schuf Toshi seit 2008 sogenannten „eco hard rock“, wiederum wurden alle Songs von Masaya geschrieben. 2010 veröffentlichte ToshI erstmals wieder einen selbstgeschriebenen Song, Samurai Japan.

## Diskografie

### Alben
| Jahr | Titel                                           | Höchstplatzierung, Gesamtwochen, AuszeichnungChartsChartplatzierungen (Jahr, Titel, Platzierungen, Wochen, Auszeichnungen, Anmerkungen) | Anmerkungen                                                             |
| Jahr | Titel                                           | JP | Anmerkungen                                                             |
| ---- | ----------------------------------------------- | --- | ----------------------------------------------------------------------- |
| 1992 | Made in Heaven                                  | JP— GoldJP | Erstveröffentlichung: 21. November 1992                                 |
| 1994 | Mission                                         | JP— GoldJP | Erstveröffentlichung: 11. Juni 1994                                     |
| 1995 | Grace                                           | — | Erstveröffentlichung: 29. März 1995                                     |
| 1997 | Aoi Hoshi no Tabibito                           | — | Erstveröffentlichung: 22. Januar 1997                                   |
| 1997 | Live is Best                                    | — | Erstveröffentlichung: 21. Juni 1997 Livealbum                           |
| 1998 | Canary                                          | — | Erstveröffentlichung: 22. April 1998 (mit Taro Hakase)                  |
| 1998 | Single Selection: Sacrifice                     | — | Erstveröffentlichung: 24. Juni 1998 Kompilation                         |
| 2008 | Best I – Ai no Uta o Utaitai                    | — | Erstveröffentlichung: 26. Mai 2008 Kompilation                          |
| 2008 | Best II – Perfect Love                          | — | Erstveröffentlichung: 26. Mai 2008 Kompilation                          |
| 2008 | Healing – Ai no Uta o Utaitai                   | — | Erstveröffentlichung: 26. Mai 2008 Kompilation                          |
| 2008 | Earth Spirit                                    | JP300 (1 Wo.)JP | Erstveröffentlichung: 8. August 2008                                    |
| 2008 | Haruka Naru Toki o Koete                        | — | Erstveröffentlichung: 26. November 2008                                 |
| 2009 | Pain                                            | — | Erstveröffentlichung: 15. März 2009 EP                                  |
| 2009 | Utsukushii Sora wo Kudasai (美しい空をください) | — | Erstveröffentlichung: 10. Juni 2009 EP                                  |
| 2009 | Truth                                           | — | Erstveröffentlichung: 13. August 2009 englische Fassung von Hontō no Ai |
| 2009 | Hontō no Ai                                     | — | Erstveröffentlichung: 13. August 2009                                   |
| 2009 | Itsumademo (いつまでも)                         | — | Erstveröffentlichung: 13. August 2009                                   |
| 2009 | Chikyū Mada Arimasu ka (地球はまだありますか)   | — | Erstveröffentlichung: 19. Dezember 2009                                 |
| 2018 | I’m a Singer                                    | JP4 (30 Wo.)JP | Erstveröffentlichung: 28. November 2018 Coveralbum                      |
| 2019 | I’m a Singer Vol. 2                             | JP8 (25 Wo.)JP | Erstveröffentlichung: 4. Dezember 2019 Coveralbum                       |
| 2022 | I’m a Singer Vol. 3                             | JP12 (8 Wo.)JP | Erstveröffentlichung: 28. September 2023 Coveralbum                     |

### Singles
| Jahr | Titel Album                                                                    | Höchstplatzierung, Gesamtwochen, AuszeichnungChartsChartplatzierungen (Jahr, Titel, Album, Platzierungen, Wochen, Auszeichnungen, Anmerkungen) | Anmerkungen                              |
| Jahr | Titel Album                                                                    | JP | Anmerkungen                              |
| ---- | ------------------------------------------------------------------------------ | --- | ---------------------------------------- |
| 1992 | Made in Heaven –                                                               | JP— GoldJP | Erstveröffentlichung: 21. Oktober 1992   |
| 1993 | Looming – Tashikametai –                                                       | JP— GoldJP | Erstveröffentlichung: 21. Mai 1993       |
| 1993 | Paradise –                                                                     | JP— GoldJP | Erstveröffentlichung: 8. September 1993  |
| 1993 | Always ~Tsutaetai~ (Always 〜伝えたい〜) –                                     | JP— GoldJP | Erstveröffentlichung: 1. Dezember 1993   |
| 1993 | My Treasure –                                                                  | JP— GoldJP | Erstveröffentlichung: 16. Dezember 1993  |
| 1994 | Sayonara no Kisetsu ni… (さよならの季節に…) –                                  | — | Erstveröffentlichung: 16. Dezember 1994  |
| 1995 | Asphalt Jungle –                                                               | — | Erstveröffentlichung: 1. März 1995       |
| 1996 | Morning Glory –                                                                | — | Erstveröffentlichung: 7. August 1996     |
| 1997 | Hoshi no Butōkai (星の舞踏会) –                                                | — | Erstveröffentlichung: 8. Januar 1997     |
| 1997 | Hana ~Inochi no Mebae~ (Hana 〜いのちの芽ばえ〜) –                             | — | Erstveröffentlichung: 23. April 1997     |
| 1998 | Sayonara (さようなら) –                                                        | — | Erstveröffentlichung: 1. April 1998      |
| 1998 | Kimi wa Inaika (君はいないか) –                                                | — | Erstveröffentlichung: 23. Juli 1998      |
| 2008 | Earth in the Dark ~Aozora ni Mukatte~ (Earth in the Dark 〜青空に向かって〜) – | JP118 (2 Wo.)JP | Erstveröffentlichung: 26. Mai 2008       |
| 2008 | Seiki Jidai (世紀 〜Jidai〜) –                                                 | — | Erstveröffentlichung: 25. Juli 2008      |
| 2008 | Beautiful World –                                                              | — | Erstveröffentlichung: 25. Juli 2008      |
| 2008 | Toshi Duet I ~Eien ni Tabi Suru Koto~ (Toshi Duet I 〜永久に旅すること〜) –    | — | Erstveröffentlichung: 30. September 2008 |
| 2009 | Taisetsuna Mono (大切なもの) –                                                 | JP118 (2 Wo.)JP | Erstveröffentlichung: 25. April 2009     |
| 2009 | Arigatou no Uta (ありがとうのうた) –                                           | — | Erstveröffentlichung: 11. September 2009 |
| 2015 | 群青の夕紅れ Ultramarine sunset –                                              | JP48 (2 Wo.)JP | Erstveröffentlichung: 25. März 2015      |

### Videoalben
| Jahr | Titel                                            | Höchstplatzierung, Gesamtwochen, AuszeichnungChartsChartplatzierungen (Jahr, Titel, Platzierungen, Wochen, Auszeichnungen, Anmerkungen) | Anmerkungen                             |
| Jahr | Titel                                            | JP | Anmerkungen                             |
| ---- | ------------------------------------------------ | --- | --------------------------------------- |
| 2009 | ToshI with T-Earth 2008 2Day Final Live in Tokyo | — | Erstveröffentlichung: 25. Februar 2009  |
| 2018 | Unity for Universal Truth                        | JP55 (2 Wo.)JP | Erstveröffentlichung: 5. September 2018 |

## Anderes
- The Inner Gates (Baki, December 16, 1989, Hintergrundgesang für Kingdom of Heaven und Flying)
- Shake Hand (L.O.X, June 25, 1990, Text und Gesang für Daydream und Tragedy of M)